# Carlo Wittig
Carlo Wittig (* 3. November 1988 in Leipzig) ist ein deutscher Handballspieler. Er spielte zuletzt auf der Position Rückraum Links beim 4. Ligisten TuS 1947 Radis, bis er im Jahr 2017 seine Karriere verletzungsbedingt beenden musste. 

## Karriere
Carlo Wittig begann das Handballspielen bei der SG LVB Leipzig. Er wurde als C-Jugendspieler Sachsenmeister und inoffizieller Ostdeutscher Meister zusammen mit Sascha Meiner. 2005 wechselte er als A-Jugend-Spieler zum 1. SV Concordia Delitzsch, wo er im Juniorteam spielte. Im folgenden Jahr wechselte er wieder zu seinem Heimatverein, der SG LVB Leipzig, in die Regionalliga zurück. 2008 wurde Maik Nowak auf ihn aufmerksam und holte in zum EHV Aue. In seinem zweiten Jahr bei Aue hat er alle 34 Spiele der 2. Handball-Bundesliga Süd gespielt und dabei 74 Tore gemacht. In der Saison 2010/11 war er von Verletzungen geplagt und konnte so nicht alle Spiele bestreiten, er schaffte es nur auf 18 Spiele, in denen er nur 11 Tore warf. 2012 kehrte er zur SG LVB Leipzig zurück. Seit der Saison 2015/2016 spielt er für den TuS 1947 Radis in der Mitteldeutschen Oberliga.

## Bilanz
| Saison  | Verein  | Liga              | Spiele | Tore | 7m  |   |    |   |
| ------- | ------- | ----------------- | ------ | ---- | --- | - | -- | - |
| 2008/09 | EHV Aue | 2. Bundesliga Süd | 20     | 15   | 0/1 | 0 | 4  | 0 |
| 2009/10 | EHV Aue | 2. Bundesliga Süd | 34     | 74   | 0/0 | 2 | 4  | 0 |
| 2010/11 | EHV Aue | 2. Bundesliga Süd | 18     | 11   | 0/1 | 0 | 3  | 0 |
| 2011/12 | EHV Aue | 3. Liga Ost       | 0      | 0    | 0/0 | 0 | 0  | 0 |
| Gesamt  | Gesamt  | Gesamt            | 72     | 100  | 0/2 | 2 | 11 | 0 |